# Giải vô địch bóng đá U-19 châu Á 2014
Giải vô địch bóng đá U-19 châu Á 2014 là Giải vô địch bóng đá U-19 châu Á lần thứ 38, do Liên đoàn bóng đá châu Á tổ chức tại Myanmar. Bốn đội tuyển dẫn đầu đã vượt qua vòng bảng được giành quyền tham dự Giải vô địch bóng đá U-20 thế giới 2015 ở New Zealand.
Qatar giành chức vô địch đầu tiên sau khi vượt qua CHDCND Triều Tiên với tỷ số tối thiểu 1–0 ở trận chung kết.

## Địa điểm
| Yangon                                                                            | Naypyidaw                  |
| --------------------------------------------------------------------------------- | -------------------------- |
| Sân vận động Thuwunna                                                             | Sân vận động Wunna Theikdi |
| Sức chứa: 32.000                                                                  | Sức chứa: 30.000           |
|                                                                                   |                            |
| YangonNaypyidaw Vị trí các sân vận động của Giải vô địch bóng đá U-19 châu Á 2014 |                            |

## Vòng loại
Lễ bốc thăm cho vòng loại đã tổ chức vào ngày 26 tháng 4 năm 2013 ở Kuala Lumpur, Malaysia.

### Các đội tuyển vượt qua vòng loại
- Úc
- Trung Quốc
- Indonesia
- Iran
- Iraq
- Nhật Bản
- Myanmar (chủ nhà)
- Oman
- CHDCND Triều Tiên
- Qatar
- Hàn Quốc
- Thái Lan
- UAE
- Uzbekistan
- Việt Nam
- Yemen

## Bốc thăm
Lễ bốc thăm cho giải đấu đã tổ chức vào ngày 24 tháng 4 năm 2014 ở Yangon, Myanmar.
| Nhóm 1 (Chủ nhà và Hạt giống)          | Nhóm 2                                   | Nhóm 3                              | Nhóm 4                              |
| -------------------------------------- | ---------------------------------------- | ----------------------------------- | ----------------------------------- |
| Myanmar · Hàn Quốc · Iraq · Uzbekistan | Úc · Nhật Bản · Iran · CHDCND Triều Tiên | UAE · Thái Lan · Trung Quốc · Qatar | Indonesia · Oman · Việt Nam · Yemen |

## Đội hình
Chỉ có các cầu thủ sinh vào hoặc sau ngày 1 tháng 1 năm 1995 đã đủ điều kiện để tham gia Giải vô địch bóng đá U-19 châu Á 2014. Mỗi đội tuyển có thể đăng ký một tối đa 23 cầu thủ (tối thiểu 3 cầu thủ trong đó họ phải là thủ môn).

## Vòng bảng
Hai đội tuyển hàng đầu từ mỗi bảng giành quyền vào tứ kết.
Tất cả thời gian là địa phương (UTC+6:30).

### Bảng A
| Đội      | ST | T | H | B | BT | BB | HS | Đ |
| -------- | -- | - | - | - | -- | -- | -- | - |
| Thái Lan | 3  | 2 | 0 | 1 | 5  | 6  | −1 | 6 |
| Myanmar  | 3  | 1 | 1 | 1 | 3  | 2  | +1 | 4 |
| Yemen    | 3  | 1 | 1 | 1 | 3  | 3  | 0  | 4 |
| Iran     | 3  | 1 | 0 | 2 | 3  | 3  | 0  | 3 |

| Iran        | 1–2      | Thái Lan                   |
| ----------- | -------- | -------------------------- |
| Mazloum 15' | Chi tiết | Thanasit 65' · Chenrop 82' |

| Myanmar | 0–0      | Yemen |
| ------- | -------- | ----- |
|         | Chi tiết |       |

| Yemen        | 1–0      | Iran |
| ------------ | -------- | ---- |
| Al-Sarori 6' | Chi tiết |      |

| Thái Lan | 0–3      | Myanmar                                 |
| -------- | -------- | --------------------------------------- |
|          | Chi tiết | Nyein Chan Aung 13', 18' · Aung Thu 42' |

| Myanmar | 0–2      | Iran                        |
| ------- | -------- | --------------------------- |
|         | Chi tiết | Seyyedi 56' · Moharrami 83' |

| Thái Lan               | 3–2      | Yemen                      |
| ---------------------- | -------- | -------------------------- |
| Patiphan 40', 85', 88' | Chi tiết | K. Mahdi 1' · Mohammed 64' |

### Bảng B
| Đội        | ST | T | H | B | BT | BB | HS | Đ |
| ---------- | -- | - | - | - | -- | -- | -- | - |
| UAE        | 3  | 1 | 2 | 0 | 7  | 4  | +3 | 5 |
| Uzbekistan | 3  | 1 | 2 | 0 | 6  | 4  | +2 | 5 |
| Úc         | 3  | 1 | 2 | 0 | 3  | 2  | +1 | 5 |
| Indonesia  | 3  | 0 | 0 | 3 | 2  | 8  | −6 | 0 |

| Uzbekistan                                          | 3–1      | Indonesia      |
| --------------------------------------------------- | -------- | -------------- |
| Khamdanov 18' · Urinboev 22' (ph.đ.) · Shukurov 87' | Chi tiết | Sitanggang 58' |

| Úc           | 1–1      | UAE                 |
| ------------ | -------- | ------------------- |
| Borrello 79' | Chi tiết | Mubarak 85' (ph.đ.) |

| Indonesia | 0–1      | Úc          |
| --------- | -------- | ----------- |
|           | Chi tiết | Sotirio 67' |

| UAE                         | 2–2      | Uzbekistan                    |
| --------------------------- | -------- | ----------------------------- |
| Ghanem 25' · Al Attas 90+3' | Chi tiết | Shomurodov 44' · Urinboev 53' |

| Uzbekistan   | 1–1      | Úc       |
| ------------ | -------- | -------- |
| Urinboev 82' | Chi tiết | Mauk 66' |

| UAE                                                   | 4–1      | Indonesia  |
| ----------------------------------------------------- | -------- | ---------- |
| Al-Akbari 11' · Al Attas 22' · Jassem 50' · Rabee 79' | Chi tiết | Drajad 52' |

### Bảng C
| Đội        | ST | T | H | B | BT | BB | HS | Đ |
| ---------- | -- | - | - | - | -- | -- | -- | - |
| Nhật Bản   | 3  | 2 | 0 | 1 | 6  | 4  | +2 | 6 |
| Trung Quốc | 3  | 1 | 2 | 0 | 3  | 2  | +1 | 5 |
| Hàn Quốc   | 3  | 1 | 1 | 1 | 7  | 2  | +5 | 4 |
| Việt Nam   | 3  | 0 | 1 | 2 | 2  | 10 | −8 | 1 |

| Hàn Quốc | 6–0      | Việt Nam |
| --- | -------- | -------- |
| Lee Jung-bin 45' · Kim Gun-hee 54', 90+1' · Shim Je-hyeok 60' · Hwang Hee-chan 66' (ph.đ.) · Paik Seung-ho 76' | Chi tiết |          |

| Nhật Bản     | 1–2      | Trung Quốc                     |
| ------------ | -------- | ------------------------------ |
| Minamino 16' | Chi tiết | Ngụy Thạch Hào 1' (ph.đ.), 77' |

| Việt Nam             | 1–3      | Nhật Bản                                      |
| -------------------- | -------- | --------------------------------------------- |
| Hoàng Thanh Tùng 90' | Chi tiết | Okugawa 59' · Nakatani 90+5' · Ideguchi 90+6' |

| Trung Quốc | 0–0      | Hàn Quốc |
| ---------- | -------- | -------- |
|            | Chi tiết |          |

| Hàn Quốc        | 1–2      | Nhật Bản          |
| --------------- | -------- | ----------------- |
| Kim Gun-hee 29' | Chi tiết | Minamino 13', 65' |

| Trung Quốc      | 1–1      | Việt Nam             |
| --------------- | -------- | -------------------- |
| Đường Thạch 88' | Chi tiết | Hoàng Thanh Tùng 20' |

### Bảng D
| Đội               | ST | T | H | B | BT | BB | HS | Đ |
| ----------------- | -- | - | - | - | -- | -- | -- | - |
| Qatar             | 3  | 2 | 1 | 0 | 6  | 2  | +4 | 7 |
| CHDCND Triều Tiên | 3  | 1 | 1 | 1 | 4  | 5  | −1 | 4 |
| Iraq              | 3  | 1 | 1 | 1 | 8  | 3  | +5 | 4 |
| Oman              | 3  | 0 | 1 | 2 | 1  | 9  | −8 | 1 |

| Iraq                                                                          | 6–0      | Oman |
| ----------------------------------------------------------------------------- | -------- | ---- |
| Mohsin 7', 43' · Al Shiyadi 27' (l.n.) · Kareem 74' · Tahseen 85' · Aymen 89' | Chi tiết |      |

| CHDCND Triều Tiên | 1–3      | Qatar                                                    |
| ----------------- | -------- | -------------------------------------------------------- |
| Jo Kwang-myong 5' | Chi tiết | Al Saadi 74' (ph.đ.) · Almoez Ali 79' · Afif 86' (ph.đ.) |

| Oman        | 1–1      | CHDCND Triều Tiên |
| ----------- | -------- | ----------------- |
| Mubarak 72' | Chi tiết | So Jong-hyok 90'  |

| Qatar        | 1–1      | Iraq              |
| ------------ | -------- | ----------------- |
| Al Saadi 51' | Chi tiết | Rasan 39' (ph.đ.) |

| Iraq        | 1–2      | CHDCND Triều Tiên                    |
| ----------- | -------- | ------------------------------------ |
| Mhawi 90+3' | Chi tiết | Jo Kwang-myong 50' · Kim Yu-song 63' |

| Qatar                     | 2–0      | Oman |
| ------------------------- | -------- | ---- |
| Al Saadi 58' (ph.đ.), 65' | Chi tiết |      |

## Vòng đấu loại trực tiếp
Trong vòng đấu loại trực tiếp, hiệp phụ và loạt sút luân lưu được sử dụng để quyết định đội thắng nếu cần thiết.
|  | Tứ kết                    | Tứ kết                    |                           |   | Bán kết | Bán kết |  |  | Chung kết | Chung kết |
|  |                           |                           |                           |   |         |         |  |  |           |           |
|  | ngày 17 tháng 10 năm 2014 |                           |                           |   |         |         |  |  |           |           |
|  |                           |                           |                           |   |         |         |  |  |           |           |
|  | Thái Lan                  | 1                         |                           |   |         |         |  |  |           |           |
|  | Thái Lan                  | 1                         | ngày 20 tháng 10 năm 2014 |   |         |         |  |  |           |           |
|  | Uzbekistan                | 2                         |                           |   |         |         |  |  |           |           |
|  | Uzbekistan                | 2                         | Uzbekistan                | 0 |         |         |  |  |           |           |
|  | ngày 17 tháng 10 năm 2014 |                           | Uzbekistan                | 0 |         |         |  |  |           |           |
|  |                           |                           | CHDCND Triều Tiên         | 5 |         |         |  |  |           |           |
|  | Nhật Bản                  | 1 (4)                     | CHDCND Triều Tiên         | 5 |         |         |  |  |           |           |
|  | Nhật Bản                  | 1 (4)                     | ngày 23 tháng 10 năm 2014 |   |         |         |  |  |           |           |
|  | CHDCND Triều Tiên (p)     | 1 (5)                     |                           |   |         |         |  |  |           |           |
|  | CHDCND Triều Tiên (p)     | 1 (5)                     | CHDCND Triều Tiên         | 0 |         |         |  |  |           |           |
|  | ngày 17 tháng 10 năm 2014 |                           | CHDCND Triều Tiên         | 0 |         |         |  |  |           |           |
|  |                           | Qatar                     | 1                         |   |         |         |  |  |           |           |
|  | UAE                       | Qatar                     | 1                         | 0 |         |         |  |  |           |           |
|  | UAE                       | ngày 20 tháng 10 năm 2014 |                           | 0 |         |         |  |  |           |           |
|  | Myanmar                   | 1                         |                           |   |         |         |  |  |           |           |
|  | Myanmar                   | 1                         | Myanmar                   | 2 |         |         |  |  |           |           |
|  | ngày 17 tháng 10 năm 2014 |                           | Myanmar                   | 2 |         |         |  |  |           |           |
|  |                           |                           | Qatar (s.h.p.)            | 3 |         |         |  |  |           |           |
|  | Qatar                     | 4                         | Qatar (s.h.p.)            | 3 |         |         |  |  |           |           |
|  | Qatar                     | 4                         |                           |   |         |         |  |  |           |           |
|  | Trung Quốc                | 2                         |                           |   |         |         |  |  |           |           |
|  | Trung Quốc                | 2                         |                           |   |         |         |  |  |           |           |
|  |                           |                           |                           |   |         |         |  |  |           |           |

### Tứ kết
Các đội thắng vượt qua vòng loại cho Giải vô địch bóng đá U-20 thế giới 2015.
| Thái Lan    | 1–2      | Uzbekistan       |
| ----------- | -------- | ---------------- |
| Chenrop 48' | Chi tiết | Urinboev 6', 20' |

| UAE | 0–1      | Myanmar        |
| --- | -------- | -------------- |
|     | Chi tiết | Than Paing 53' |

| Nhật Bản                                           | 1–1 (s.h.p.) | CHDCND Triều Tiên                                                      |
| -------------------------------------------------- | ------------ | ---------------------------------------------------------------------- |
| Minamino 83' (ph.đ.)                               | Chi tiết     | Kim Kuk-chol 36'                                                       |
| Loạt sút luân lưu                                  |              |                                                                        |
| Mochizuki · Sakai · Ideguchi · Nakatani · Minamino | 4–5          | Kang Nam-gwon · Ri Un-chol · Min Hyo-song · Jon Kum-dong · Jo Sol-song |

| Qatar                                                    | 4–2      | Trung Quốc                                 |
| -------------------------------------------------------- | -------- | ------------------------------------------ |
| Al Saadi 6' · Afif 45+5' (ph.đ.) · Moein 58' · Ali 90+6' | Chi tiết | Quý Hồng 54' · Ngụy Kính Trang 86' (ph.đ.) |

### Bán kết
| Uzbekistan | 0–5      | CHDCND Triều Tiên                                                |
| ---------- | -------- | ---------------------------------------------------------------- |
|            | Chi tiết | Jo Kwang-myong 5', 39', 63' · Kim Yu-song 70' · So Jong-hyok 73' |

| Myanmar                            | 2–3 (s.h.p.) | Qatar                            |
| ---------------------------------- | ------------ | -------------------------------- |
| Aung Thu 62' · Nyein Chan Aung 64' | Chi tiết     | Ali 45+1' · Afif 75' · Thiam 92' |

### Chung kết
| CHDCND Triều Tiên | 0–1      | Qatar    |
| ----------------- | -------- | -------- |
|                   | Chi tiết | Afif 52' |

## Vô địch
| Đội vô địch giải vô địch bóng đá U-19 châu Á 2014 |
| ------------------------------------------------- |
| · Qatar · Lần thứ nhất                            |

## Các đội tuyển vượt qua vòng loại cho Giải vô địch bóng đá U-20 thế giới 2015
Bốn đội tuyển hàng đầu vượt qua vòng loại cho Giải vô địch bóng đá U-20 thế giới 2015:
- Qatar (Vô địch)
- CHDCND Triều Tiên (Á quân)
- Myanmar (Bán kết) (lần đầu)
- Uzbekistan (Bán kết)

## Giải thưởng
| Giải thưởng              | Vô địch           |
| ------------------------ | ----------------- |
| Vua phá lưới             | Ahmed Al Saadi    |
| Cầu thủ xuất sắc         | Ahmed Moein       |
| Đội đoạt giải phong cách | CHDCND Triều Tiên |

## Cầu thủ ghi bàn
5 bàn
- Jo Kwang-myong
- Ahmed Al Saadi
- Zabikhillo Urinboev

4 bàn
- Minamino Takumi
- Akram Afif

3 bàn
- Kim Gun-hee
- Nyein Chan Aung
- Almoez Ali
- Patiphan Pinsermsootsri

2 bàn
- Ngụy Thạch Hào
- Emad Mohsin
- Kim Yu-song
- So Jong-hyok
- Aung Thu
- Chenrop Samphaodi
- Ahmed Al Attas
- Hoàng Thanh Tùng

1 bàn
- Brandon Borrello
- Jaushua Sotirio
- Stefan Mauk
- Quý Hồng
- Đường Thạch
- Ngụy Kính Trang
- Dimas Drajad
- Paulo Sitanggang
- Amin Mazloum
- Yousef Seyyedi
- Sadegh Moharrami
- Ayman Hussein
- Alaa Ali Mhawi
- Layth Tahseen
- Sherko Karim
- Bashar Rasan
- Ideguchi Yosuke
- Nakatani Shinnosuke
- Okugawa Masaya
- Kim Kuk-chol
- Paik Seung-ho
- Hwang Hee-chan
- Lee Jung-bin
- Shim Je-hyeok
- Than Paing
- Marwan Mubarak
- Ahmed Moein
- Serigne Abdou Thiam
- Thanasit Siriphala
- Mohamed Al-Akbari
- Abdullah Ghanem
- Saeed Jassem
- Khalfan Mubarak
- Ahmed Rabee
- Dostonbek Khamdamov
- Otabek Shukurov
- Eldor Shomurodov
- Ahmed Al-Sarori
- Khaled Hussein
- Gehad Mohammed

Phản lưới nhà
- Alaa Ali Shiyadi (trong trận gặp Iraq)